# Diálogos durante la crisis en Venezuela

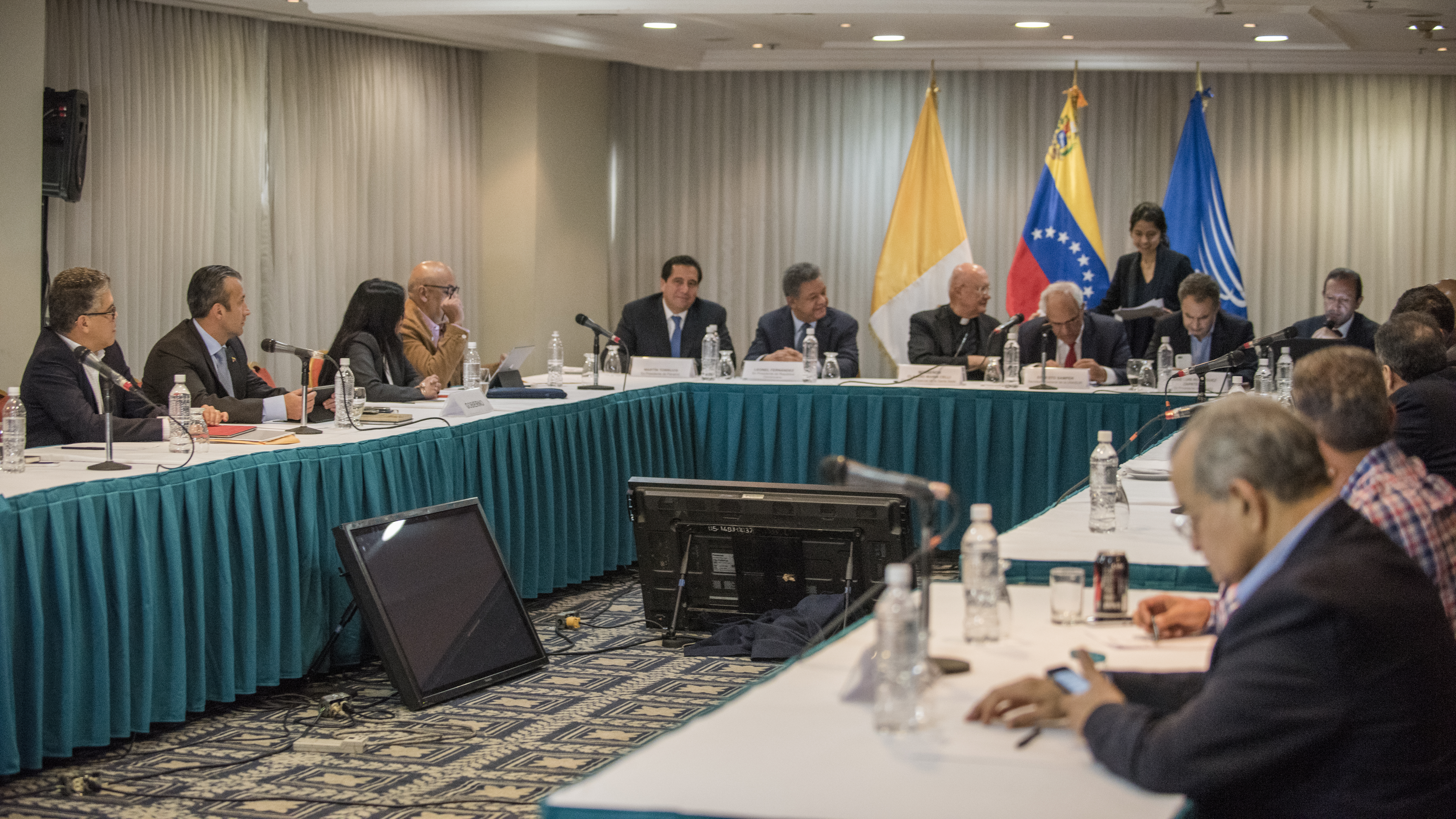
Mesa de diálogo instalada el 12 de diciembre, 2016. Mediada por el Vaticano y UNASUR, buscó acercar a representantes del gobierno de Venezuela con miembros de la coalición opositora de la Mesa de la Unidad Democrática (MUD) para resolver el conflicto político del país.

Los diálogos durante la crisis en Venezuela se refieren a los intentos y procesos de negociación entre el gobierno del presidente Nicolás Maduro y la oposición venezolana.
Los procesos de negociación entre el chavismo y la oposición datan desde 2001, después de la elección de Pedro Carmona como presidente de Fedecámaras y con la creación de una mesa de diálogo entre la organización empresarial y el gobierno. El diálogo fue suspendido después de la aprobación de las 49 leyes habilitantes por parte de Hugo Chávez en noviembre de 2001. En noviembre de 2002, después del golpe de Estado en Venezuela, se instalaron mesas de diálogo con el auspicio del secretario general de la Organización de Estados Americanos, César Gaviria. El mismo año se creó el Grupo Boston, una comisión interparlamentaria compuesta por parlamentarios de Estados Unidos y de Venezuela.
Durante las protestas en Venezuela de 2014, la oposición participó en un proceso de diálogo con el gobierno de Nicolás Maduro en el marco de la "Conferencia Nacional por la Paz". Posteriores se han realizado otras mesas de diálogo, como una mediada por el Vaticano y UNASUR en 2016, tras la suspensión del referéndum revocatorio del mismo año; durante las protestas de 2017, en República Dominicana, en Noruega y Barbados, en 2019; y en México, entre 2021 y 2023. Uno de los últimos compromisos alcanzados en dichos procesos ha sido el Acuerdo de Barbados, sobre garantías electorales.
A pesar de que han tenido lugar numerosos procesos y mesas de diálogo, para 2025 ninguna había sido efectiva para conseguir una solución para la crisis del país.

## Antecedentes

### Diálogo entre empresarios y gobierno (2001 y 2002)
Fedecámaras empezó a distanciarse de Chávez durante la elaboración de la nueva constitución de 1999. Pedro Carmona indica que la falta de diálogo del gobierno con los empresarios durante el proceso constituyente causó malestar general en estos últimos, a su parecer los puntos específicos del texto que irritaron al empresariado fue la eliminación del carácter no deliberante de las Fuerzas Armadas, el poder otorgado al presidente frente a los ascensos militares, la eliminación del Congreso bicameral, el fortalecimiento del presidencialismo y la extensión del período presidencial a seis años con posibilidad de reelección inmediata, la pérdida del equilibrio entre los Poderes Públicos, un capítulo de derechos indígenas desproporcionado a la realidad venezolana, y la reafirmación de una orientación estatista e intervencionista, lo que limitaría las libertades individuales y económicas. Vicente Brito, el entonces presidente de la cúpula empresarial, agregó una razón más al anunciar que la organización que presidía apoyaría el "No" en el Referéndum constitucional que venía, le había molestado una declaración que Chávez hizo el 18 de noviembre de 1999:
El 28 de julio de 2001, Pedro Carmona derrota electoralmente a Alberto Cudemus, empresario cercano al chavismo, y sucede a Brito en la presidencia de Fedecámaras. El 4 de agosto, Carmona coincide con Chávez en la Academia Militar de Venezuela, donde se celebraba el aniversario de la Guardia Nacional. De acuerdo al empresario, el presidente le dice que ya no quiere conflictos con Fedecámaras, y planifican una reunión el 22 de agosto en el Palacio de Miraflores. En la reunión, Carmona le propone a Chávez un plan para bajar el desempleo, en 17% en ese momento, mejorando las condiciones en aras de aumentar la inversión privada hasta un 20% del PIB en cinco años, el último responde con un plan de fortalecimiento del sector público. Se crea entonces una mesa de diálogo entre Fedecámaras y el gobierno, este último representado por Jorge Giordani, ministro de Planificación. Las reuniones no trajeron resultados, a pesar de que ocurrían una vez a la semana y de que Chávez estuvo presente en una de ellas, el gobierno siguió elaborando las polémicas 49 leyes sin compartir su contenido con Fedecámaras o su equivalente agraria, Fedenaga, lo que en la opinión de los opositores, violaba los artículos 206 y 211 de la Constitución.
En octubre de 2001 el contenido parcial de estas leyes se había filtrado como rumores, Carmona y Chávez coinciden en el Círculo Militar de Caracas. De acuerdo el empresario, ocurre el siguiente diálogo:

Carmona Estanga: Presidente, se avecina una confrontación, un choque de trenes; evite que se aprueben los decretos leyes en la forma como se pretende; no ha habido consultas sobre los proyectos; entre ellos la Ley de Tierras, uno de los más delicados.

Chávez: Espero que no asumas la defensa de los intereses de la oligarquía para impedir la aprobación de una ley que permitirá el reparto de tierra a los pobres.
Carmona Estanga: Otra cosa es reforma agraria. Por favor convoque a una consulta, evite una ruptura que será trágica.

El 13 de noviembre, Chávez decreta las 49 leyes amparándose en la Ley habilitante en Venezuela que le fue otorgada por la Asamblea Nacional en noviembre del año anterior, instrumento legal que le permitía legislar sin la aprobación del Poder Legislativo. Aunque originalmente dos tercios de la Asamblea estaban controladas por el chavismo, la situación había cambiado debido a que unos diputados se habían vuelto disidentes y era poco probable que Chávez lograse conseguir otra ley habilitante; razón por la cual el presidente aprueba estas leyes un día antes de que su poder especial expire. Aparecen entonces la Ley Orgánica de Hidrocarburos, la Ley de Pesca, la Ley Especial de Asociaciones Cooperativas, la Ley General de Puertos, etc., pero la más polémica es la Ley de Tierras y Desarrollo Agrario. Bajo esta última ley, el gobierno venezolano ganaba la potestad de tomar tierras privadas si sobrepasaban cierto tamaño y eran catalogadas como latifundios, o si consideraba que estaban siendo explotadas por debajo de su potencial; adicionalmente, el Estado ahora debía aprobar el uso que el propietario hace de la tierra; además, todos los propietarios fueron obligados a demostrar la titularidad de sus terrenos antes del 18 de diciembre, bajo el riesgo de perderlas en caso de que no lo hiciesen.

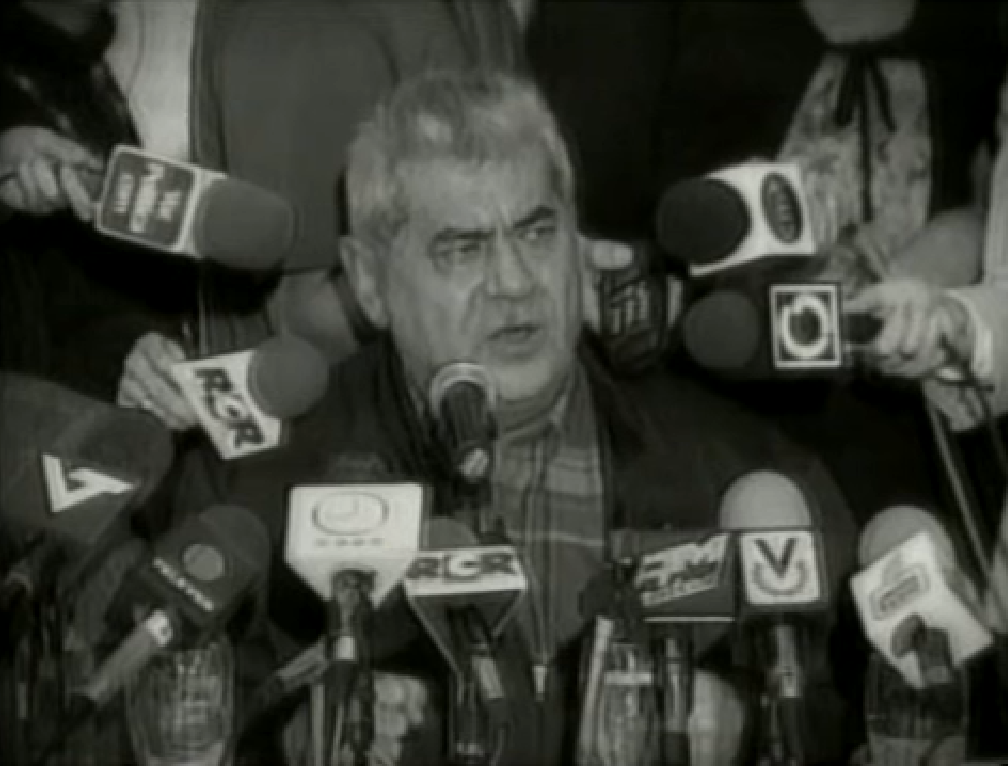
Carlos Ortega en una rueda de prensa.

Carmona Estanga suspende entonces el diálogo con el gobierno y convoca a una asamblea extraordinaria el 28 de noviembre; en la fecha propone entonces que el 10 de diciembre se realice un paro nacional de doce horas, y logra el apoyo mayoritario de la cúpula empresarial, aunque resalta el rechazo de Miguel Pérez Abad, presidente de Fedeindustria. El 4 de mayo de este mismo mes se suma a Fedecámaras la Confederación de Trabajadores de Venezuela, la principal central sindical; su Secretario General, Carlos Ortega, estaba fortalecido después de derrotar en elecciones al candidato chavista, Aristóbulo Istúriz. No obstante, los partidos políticos opositores están divididos en sus opiniones de como superar la crisis política, Acción Democrática insiste en la Asamblea en designar una junta médica que pruebe la incapacidad mental del presidente, Francisco Arias Cárdenas y sus diputados llaman a referéndum consultivo, el Movimiento al Socialismo pide que se convoque a otra Constituyente, Primero Justicia y la Iglesia Católica piden al gobierno un cambio de curso. En todo caso la iniciativa opositora la tienen los empresarios, ya que los partidos todavía no se recuperaban de los descalabros electorales de los últimos años.
Aunque firme en ejecutar las 49 leyes, Chávez intenta hasta el final evitar que Fedecámaras lleve a cabo su paro, durante un almuerzo con un grupo de empresarios y banqueros el 6 de diciembre, estos últimos son presionados para que no se pleguen al paro, bajo pena de que se le retiren los fondos públicos depositados en sus entidades. Producto de esta reunión, el ministro del Interior, Luis Miquilena, prepara un texto de compromiso que presenta a Carmona Estanga, pero éste lo rechaza, simultáneamente Chávez hace lo mismo, hecho que ahonda la separación que se estaba formando entre el presidente y quien fuera su mentor político. El día del paro Carmona anuncia que el mismo fue acatado por el 90% del país, pero el gobierno lo niega; haya sido o no un éxito, tanto Chávez como Carmona consideraron, en retrospectiva, que esa fecha fue histórica:

Hoy es 10 de diciembre y se cumple [el aniversario de] muchas cosas. Estamos recordando los diez años de aquel diciembre del año 2001. Comenzó en firme, y de manera abierta, la agresión burguesa, la contrarrevolución burguesa, el 10 de diciembre... Entonces, aquel 10 de diciembre comenzó abiertamente la contrarrevolución, hace diez años, y estaban preparando el golpe militar, el golpe económico, luego vino el golpe petrolero un año después, por estos días del 2002.
Hugo Chávez en el Teatro Municipal de Caracas el 10 de diciembre de 2011.

El paro del 10 de diciembre pasó a la historia como el primer gran hito de protesta de la sociedad civil. Según algunos historiadores, su éxito fue mayor que el de la huelga general que derrocó a Marcos Pérez Jiménez en enero de 1958, sólo que el objetivo en esta ocasión no era derribar a un gobierno, sino solicitarle rectificaciones de una manera firme, pero pacífica, cosa que de haber sido entendida, habría evitado la crisis que fue tomando cuerpo en el país, ante la tozudez y ceguera de los gobernantes... A partir del 10 de diciembre, las mayorías opositoras sintieron que disponían de herramientas legales para luchar contra los atropellos oficialistas y la autocracia. La sociedad civil, alentada por el resultado del paro, inició una presencia casi permanente en las calles.
Pedro Carmona Estanga en sus memorias, "Mi testimonio ante la historia", escrito en 2004.

El conflicto estalla de manera irreconciliable entre los empresarios y el gobierno. En los próximos dos meses Chávez hace dos cambios en su gabinete que demuestran que no hay marcha atrás: primero reemplaza al ministro de Agricultura y Tierras por "un catedrático revolucionario" cuya principal misión era asegurarse que se ejecute la Ley de Tierras; luego, expulsa a Luis Miquilena del gobierno, aunque este último promete seguir cooperando con Chávez, en privado siente disgusto por el discurso agresivo de su pupilo y espera el momento adecuado para tomar el control de la Asamblea Nacional.

### Mesa de diálogo de la OEA (2002 y 2003)
El 8 de noviembre, el secretario general de la Organización de Estados Americanos, César Gaviria, instaló mesas de diálogo entre representantes del al gobierno y de la oposición en el hotel Melia Caracas, anunciando que reanudaría su gestión como mediador en la crisis política de Venezuela. Después de sucesivas reuniones con líderes de la oposición y voceros del gobierno, Gaviria explicó que la mesa estaría conformada por seis miembros designados por el gobierno e igual número de la Coordinadora Democrática, apoyado por la OEA, el Programa de las Naciones Unidas para el Desarrollo (PNUD) y el Centro Carter, y contó con el apoyo de la diplomacia preventiva ejercida por un Grupo de Países Amigos, liderado por Brasil.
La Coordinadora Democrática estaba conformada por el experto y exgerente petrolero Rafael Alfonzo Ravard, Américo Martín, el socialdemócrata experto en relaciones internacionales Timoteo Zambrano, el diputado Alejandro Armas, el gobernador Eduardo Lapi y el sindicalista Manuel Cova. El gobierno estaba representado por José Vicente Rangel (vicepresidente ejecutivo), Roy Chaderton (canciller), María Cristina Iglesias (ministra de Trabajo), Aristóbulo Istúriz (ministro de Educación), Ronald Blanco La Cruz (gobernador del estado Táchira) y Nicolás Maduro (diputado).
A finales del año, con el inicio del paro nacional en el país, Gaviria, anunció la suspensión de la mesa de diálogo por una semana debido a la “falta de voluntad política” de ambas partes. El 29 de mayo de 2003 representantes del gobierno venezolano, además de los "factores políticos y sociales" que lo apoyaban, y de la Coordinadora Democrática y de tanto las organizaciones políticas y de la sociedad civil que la conformaban, firmaron un acuerdo facilitado por la OEA. 

### Grupo Boston (2002)
El Grupo Boston fue una comisión interparlamentaria de la Asamblea Nacional de Venezuela apoyada por la OEA y creada a raíz de una relación del grupo de amistad parlamentario venezolano-estadounidense, a su vez creado en 2002, después del golpe de Estado de 2002 y que parlamentarios de Estados Unidos y de Venezuela acordaran reunirse fuera del país para tratar temas neurales para ambas naciones en un ambiente de menor polarización. Sus objetivos eran aprender prácticas legislativas, el establecimiento y conservación de un sólido vínculo entre el congreso de Estados Unidos y el parlamento de Venezuela, el intercambio de información legislativa y la cooperación en aspectos de común interés. La delegación la conformaban 29 diputados de diez partidos políticos venezolanos de los 15 partidos que participaban en la Asamblea Nacional. La mitad de los miembros venezolanos eran diputados opositores y la otra eran diputados oficialistas. Entre los miembros del grupo se encontraba Nicolás Maduro y John Kerry.
Su comité ejecutivo estaba liderado por el diputado Pedro Díaz Blum del partido Proyecto Venezuela, Calixto Ortega del partido Movimiento V República y el jefe de Gabinete del Representante William Delahunt (Demócrata de Massachusetts) y el representante Cass Ballenger, Republicano de North Carolina. Otros miembros del grupo eran Cilia Flores, Luis Acuña, el vicepresidente de Cadivi José Salamán Khan, la rectora del Consejo Nacional Electoral (CNE) Tania D'Amelio, Elvis Amoroso, Enrique Márquez, Alfonso Marquina, Acción Democrática; Rafael Octavio Rivero, COPEI; Ángel Vera, Un Nuevo Tiempo; Leopoldo Martínez, Construyendo País; Julio Montoya, Movimiento al Socialismo (Venezuela); y Héctor Vargas, Podemos. Los Demócratas Gregory Meeks, de New York; James Moran, de Virginia; y Loretta Sánchez, de California. Unos de los temas principales de las jornadas de trabajo del Grupo Boston eran la pobreza y los medios de comunicación. Cass Ballanger, quien presidía el comité para asuntos internacionales del hemisferio occidental del congreso estadounidense, anunció que en nombre de los cinco congresistas miembros del grupo que iban a conseguir el financiamiento, la donación de equipos y el entrenamiento para que la Asamblea Nacional tuviese una televisora pública y una radio para transmitir los debates de la Asamblea y de las comisiones.
Las primeras discusiones de la Ley de Responsabilidad Social en Radio y Televisión (Ley Resorte) fueron detenidas para que en mesas de trabajo el Grupo de Boston escuchara los planteamientos y argumentos a favor y en contra de la ley de los propietarios de medios de comunicación privados. El Grupo de Boston se deshizo con la retirada de los diputados de la oposición de las elecciones parlamentarias de 2005, las cuales coincidieron con la creación del canal de televisión oficial de la Asamblea, Asamblea Nacional Televisión (ANTV). Muchas de las leyes aprobadas por la Asamblea durante este periodo, incluida la Ley Resorte, hicieron caso omiso a los planteamientos argumentados en las mesas de trabajo del Grupo de Boston.

### Ley habilitante (2011)
Durante el final de su mandato, la Asamblea Nacional controlada por el oficialismo le concedió a Chávez una ley habilitante por 18 meses, durante el mayor boom petrolero en la historia reciente de Venezuela. La oposición alegó que la ley le concedía poderes autocráticos a Chávez y que tenía el propósito de socavar su victoria en las elecciones parlamentarias de 2010 del 40% de la legislatura para el período 2011-2016. Chávez ofreció la posibilidad de dialogar y de que la ley habilitante concluyera un año antes de lo previsto. La oposición, en general, rechazó la oferta, y los poderes ejecutivos concedidos por la ley habilitante se mantuvieron durante los 18 meses originales. Contrario a otros años, las negociaciones no fueron frustradas porque no se realizaron en el primer lugar.

## Historia

### Diálogo "Conferencia Nacional por la Paz" (2014)
Durante las protestas en Venezuela de 2014, el gobierno realizó una serie de reuniones promovidas a partir del 26 de febrero de 2014 conocida como la "Conferencia Nacional por la Paz", donde se convocó a diversos sectores de la sociedad. La Mesa de la Unidad Democrática (MUD) anunció que para entonces no participaría en la Conferencia Nacional de Paz, declarando que «no se prestaría para un simulacro de diálogo», y Julio Borges, secretario del partido opositor Primero Justicia, declaró que la MUD no había participado porque no conocía la agenda de diálogo planteada por el gobierno y considera que se debe discutir sobre el desarme de grupos armados, la liberación de estudiantes detenidos, la separación de poderes, la liberación de Leopoldo López, entre otros puntos para que la participación.
El 10 de abril se llevó a cabo la primera mesa de diálogo entre representantes de la oposición venezolana e integrantes del gobierno nacional. El encuentro tuvo lugar en el Salón Ayacucho del Palacio de Miraflores en Caracas. El proceso de mediación se llevó a cabo mediante la participación de la canciller colombiana María Ángela Holguín, el canciller ecuartoriano Ricardo Patiño y el canciller brasileño Luiz Alberto Figueiredo, todos de la Unión de Naciones Suramericanas (UNASUR), también sirvió de testigo un representante de la Santa Sede a través del nuncio apostólico a petición de la oposición venezolana. El presidente Maduro fue acompañado por Cilia Flores, la primera dama; el vicepresidente Jorge Arreaza; el canciller Elías Jaua, el secretario del Movimiento Tupamaro José Tomás Pinto y el alcalde del municipio Libertador de Caracas Jorge Rodríguez, entre otros. El gobernador de Miranda Henrique Capriles Radonski fue acompañado de diferentes representantes de la Mesa de la Unidad Democrática, incluyendo a Ramón Guillermo Aveledo y Henry Ramos Allup. La reunión contó con 22 oradores en total, once de la MUD, y once del gobierno. Los integrantes tocaron diferentes temas durante cinco horas en cadena nacional de radio y televisión. El papa Francisco envió una carta a los integrantes de la reunión con la cual se dio inicio al diálogo.

### Referéndum revocatorio (2016)

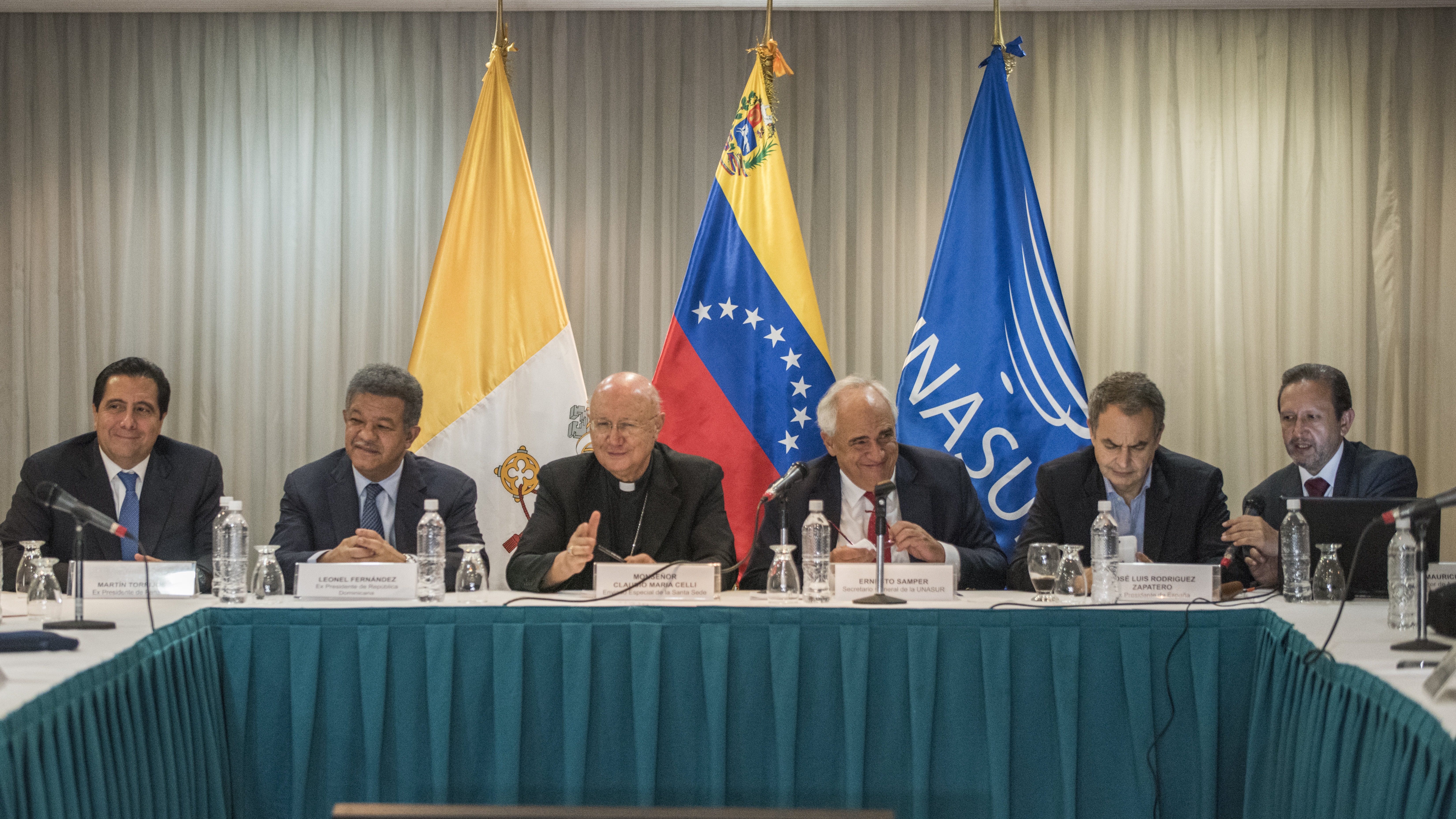
Mesa de diálogo instalada el 31 de octubre de 2016, mediada por el Vaticano y la UNASUR.

En julio de 2016, durante la etapa de convocatoria del referéndum revocatorio se inicia las conversaciones para comenzar un diálogo entre gobierno y oposición, informó Luis Florido tras una reunión con los expresidentes José Luis Rodríguez Zapatero (España), Martín Torrijos (Panamá) y un vocero de la Unión de Naciones Suramericanas, Unasur. La oposición declaró estar dispuesta a asistir a una primera reunión si el gobierno aceptaba sumar al Vaticano a la mediación y garantizaba la celebración de un referendo revocatorio contra el presidente Nicolás Maduro. El 20 de octubre el referéndum fue suspendido por el Consejo Nacional Electoral (CNE), citando la decisión de los tribunales regionales de Apure, Aragua, Bolívar, Carabobo, Monagas, que anularon en sus respectivos estados la recolección de firmas del 1 % (correspondiente a la etapa de Promoción), alegando acusaciones de fraude por parte de la Mesa de la Unidad Democrática. La oposición convocó a marchas pacíficas multitudinarias denominadas «toma de Venezuela» a partir del 26 de octubre de 2016. La intervención de Emil Paul Tscherrig, nuncio apostólico en Buenos Aires y enviado especial del Papa Francisco que permitió programar el inicio al diálogo en Margarita. La crisis política del país se profundiza tras el bloqueo judicial al referéndum revocatorio contra Nicolás Maduro y el ataque chavista a la Asamblea Nacional, donde la oposición inició un juicio político al presidente en su ausencia. La oposición terminó rechazando poco después el programa del diálogo, entre ellos Henrique Capriles, quien pide que se realice en Caracas.
Se da inicio el 31 de octubre en la ciudad de Caracas, al diálogo entre gobierno y oposición en Venezuela, Maduro estrechó la mano de Jesús Chuo Torrealba luego de que el Poder Electoral bloqueara el proceso de activación del referendo revocatorio del mandato de Maduro. Asistieron mediadores designados, incluidos el monseñor Claudio Maria Celli, enviado del papa, el expresidente colombiano y secretario general de la UNASUR, Ernesto Samper, y los exdirigentes de Panamá, Martín Torrijos; de República Dominicana, Leonel Fernández, y de España, José Luis Rodríguez Zapatero. El jefe de la delegación oficialista para el diálogo, Jorge Rodríguez Gómez, Maduro estaba acompañado por su esposa, Cilia Flores, la canciller Delcy Rodríguez; el ex embajador venezolano en la OEA, Roy Chaderton, y el exvicepresidente y actual legislador Elías Jaua.
Unos días después, la oposición anunció la suspensión de la «Marcha a Miraflores» planeada para el 3 de noviembre de 2016, cuyo destino era el Palacio de Miraflores en Caracas. La marcha fue suspendida luego de que representantes opositores se reunieron con Thomas Shannon, subsecretario de Estado de Estados Unidos para Asuntos Políticos, y el arzobispo Claudio María Celli, quien fue enviado por el Vaticano como mediador del conflicto en Venezuela, negociando la participación de la oposición en una mesa de diálogo con el gobierno. El gobierno suspende el diálogo después de la sentencia en Nueva York el 18 de noviembre, de los dos sobrinos  que fueron encontrados culpables.

### Diálogo en República Dominicana (2017)
Durante las protestas en Venezuela de 2017, el gobierno y la oposición iniciaron nuevamente negociaciones el 2 de diciembre de 2017 en Santo Domingo, República Dominicana, previo a las elecciones presidenciales de 2018 entre partidos políticos de la oposición dirigidos por el presidente de la asamblea nacional Julio Borges,  Simón Calzadilla, Manuel Rosales, José Vicente Díaz (exrector CNE), Luis Florido y el gobierno de Nicolás Maduro representados por la Presidenta de la ANC Delcy Rodríguez, Jorge Rodríguez Gómez y Elias Jaua estando de mediadores el presidente Danilo Medina de República Dominicana, José Luis Rodríguez Zapatero, los cancilleres de  México, Bolivia, Nicaragua, Chile, Paraguay y San Vicente y Granadinasse inició con partidos legales y a mediados de las negociaciones los partidos pasaron a ser ilegales.
El 12 de enero de 2018 se reinicia el diálogo en Santo Domingo entre el gobierno y la oposición, mediadas por el presidente del país anfitrión Danilo Medina, y acompañadas por cancilleres de México, Chile, Bolivia, Paraguay entre otros, la oposición pide apertura de un canal humanitario, liberar a algunos presos políticos, legitimar algunos de los partidos políticos abolidos en diciembre de 2017 y que la oposición pueda nombrar a dos rectores dentro del Consejo Nacional Electoral y el gobierno negocia como condición reconocimiento a la ANC, las sanciones impuestas por Estados Unidos y administrar la distribución de los alimentos.  Después de la Operación Gedeón, el 16 de enero en la que el disidente Óscar Pérez y sus compañeros murieron durante un operativo de las fuerzas de seguridad, el ministro de interior Néstor Reverol trato de ensuciar el perfil de los directivos de la oposición al declarar haber obtenido información para la operación en las mesas de diálogo. La coalición de la Mesa de la Unidad Democrática desmintió haber proporcionado tal información y criticó el operativo, calificándolo como una «ejecución extrajudicial». La MUD emitió un comunicado al presidente Danilo Medina, donde exigieron al gobierno venezolano que aclare las declaraciones ofrecidas por el ministro sobre el caso de Pérez e informó que el debate no debía proseguir con el clima de tensión existente. La delegación opositora no asistió a la reunión pautada para el 18 de enero de 2018, citando la operación como una de las razones por las que no participó. El 25 de enero el Tribunal Supremo de Justicia emitió orden para excluir a la Mesa de la Unidad Democrática en el proceso de validación y así inhabilitar a la MUD de participar en las elecciones presidenciales de 2018; posteriormente la MUD fue retirado por el CNE.
El 7 de febrero Danilo Medina, presidente de República Dominicana informó que quedó definitivamente suspendido el diálogo entre el gobierno y la oposición iniciada el 2 de diciembre de 2017 y después de seis rondas al no haber un acuerdo sobre fecha de elecciones presidenciales, ausentándose la delegación del gobierno el día 6 sin atender la propuesta de la oposición. La oposición exigía:
- Elecciones libres y transparentes organizadas por un Consejo Nacional Electoral (CNE) equilibrado.
- La apertura de un canal humanitario para el ingreso de alimentos y medicinas por la crisis que vive la población y que el gobierno se niega a aceptar.
- La liberación de los presos políticos y la restitución de la independencia de poderes.
- Nombrar a dos rectores dentro del Consejo Nacional Electoral
- La restitución de las facultades constitucionales de la Asamblea Nacional que fue suplantado arbitrariamente con la creación de una nueva Asamblea Nacional Constituyente que ha sido desconocida por más de 40 países.[62] «El miércoles 7 de febrero de 2018, Danilo Medina, presidente de República Dominicana y acompañante en el diálogo entre la oposición y el gobierno de Venezuela, declaró que las partes no llegaron a un acuerdo. Dijo en una rueda de prensa desde Santo Domingo que la delegación del gobierno del presidente Nicolás Maduro se retiró el día anterior de Dominicana sin revisar la última propuesta presentada por la oposición » </ref>[63]

El gobierno pedía:
- El cese  de sanciones internacionales de EE UU
- Reconocimiento a la Asamblea Nacional Constituyente
- Administrar la distribución de los alimentos de la ayuda humanitaria

Los participantes como países garantes fueron México, Paraguay y Chile invitados de la oposición y  Bolivia, Nicaragua y San Vicente y Granadinas por invitación del gobierno.

### Diálogos durante la crisis presidencial

#### Iniciativas
El 22 de enero de 2019, México y Uruguay hacen un llamado a la necesidad de propiciar el diálogo para reducir las tensiones y evitar una escalada de violencia.
El 24 de enero, el secretario general de la ONU Antonio Gutierres hizo un llamamiento al diálogo pidiendo a todos los actores la disminución de tensiones además de reclamar una investigación transparente e independiente de los incidentes y disturbios ocurridos el día 23.
El 28 de enero, el Papa Francisco reitera su llamamiento al diálogo señalando de manera específica "que se realice en un clima de paz y de justicia".
El 30 de enero, México y Uruguay anuncian la convocatoria de una conferencia internacional sobre Venezuela que se celebrará en Uruguay el 7 de febrero "para sentar las bases para establecer un nuevo mecanismo de diálogo que, con la inclusión de todas las fuerzas venezolanas coadyuve a devolver la estabilidad y la paz de este país" según el comunicado del Ministerio de Asuntos Exteriores de Uruguay. La iniciativa se plantea, señalan, como respuesta al llamamiento de Gutierres y del Papa Francisco al diálogo. Bolivia se suma a la iniciativa horas después del anuncio.
El 31 de enero la vicepresidenta de la Unión Europea Federica Moguerini anuncia la creación de un "grupo de contacto por Venezuela" integrado inicialmente 8 países europeos y 4 latinoamericanos: Uruguay, Francia, Alemania, Italia, Holanda, Portugal, Reino Unido, Suecia, España, Ecuador, Costa Rica y Bolivia que mantendrán su primera reunión en Uruguay el 7 de febrero y que trabajaran durante 90 días en la posibilidad de facilitar un diálogo que culmine en elecciones con Venezuela.
El 1 de febrero, la Casa Blanca rechaza "cualquier mediación de diálogo" que mantenga en el poder a Nicolás Maduro. Por su parte el presidente Maduro muestra su acuerdo con la iniciativa de diálogo.
Juan Guaidó ha declarado que la Asamblea Nacional no participará en el diálogo con Maduro. Su razonamiento es que ya se ha hecho, «dentro y fuera de Venezuela, en privado y en público, solo y con acompañantes internacionales». Él dice que el resultado en cada caso ha sido más represivo, con Maduro aprovechando el proceso para fortalecer la dictadura. Ofreciendo como ejemplo a Leopoldo López, la detención de Juan Requesens, el exilio de Julio Borges, entre otros, diciendo que si Maduro realmente quisiera el diálogo, liberaría a los presos políticos.
Haciendo referencia a una carta que Maduro escribió para pedirle ayuda al Papa Francisco, Guaidó rechazó la oferta del Vaticano de mediar si ambas partes aceptaban, calificando el intento de «diálogo falso» y dijo que el Vaticano podría ayudar a aquellos que «se negaron a ver la realidad venezolana». Guaidó dijo que Maduro no respetaba las condiciones de las negociaciones de 2016 y sugirió que el Papa podría alentar a Maduro a permitir una transición ordenada del poder.
Corriere della Sera citó una copia filtrada de una carta privada enviada por el Papa Francisco a Maduro el 7 de febrero como respuesta a una carta que Maduro escribió pidiéndole mediación al papa. En la carta, el Papa se refiere a Maduro como "Excelentísimo señor Nicolás Maduro Moros" y dice que los acuerdos de negociaciones anteriores no se han cumplido. Las condiciones, todavía aplicables, fueron la apertura de un canal humanitario, la convocatoria de elecciones libres, la libertad para presos políticos y el restablecimiento de la Asamblea Nacional electa constitucionalmente. Según Andrea Gagliarducci, escribiendo para la Agencia Católica de Noticias, el Papa aceptó la posición tomada por los obispos venezolanos, quienes mantienen que la elección de Maduro fue ilegítima, al no dirigrse a él como presidente.

#### Grupo de Contacto Internacional sobre Venezuela (GIC)
El 7 de febrero de 2019, durante la Conferencia Internacional sobre la Situación en Venezuela realizada en Montevideo (Uruguay) se formó el Grupo de Contacto Internacional sobre Venezuela para abordar la crisis presidencial venezolana, patrocinado conjuntamente por los gobiernos de México y Uruguay.

#### Noruega y Barbados (2019)
Tras el levantamiento contra Nicolás Maduro impulsado por Juan Guaidó el 30 de abril de 2019 el 15 de mayo el presidente Maduro anunció a través de la televisión estatal que el ministro de comunicación Jorge Rodríguez estaba «completando una misión muy importante» en el extranjero. Medios de comunicación reportaron en base a diferentes fuentes que se estaba iniciando un diálogo de paz en Noruega, y un día después Juan Guaidó informó que tenía «enviados» en Noruega para abonar las bases de un nuevo diálogo entre el chavismo y la oposición, pero que la oposición no se prestaría a «falsas negociaciones».
Las delegaciones negociadoras estuvieron formadas en representación de la gestión de Maduro por el ministro de Comunicación Jorge Rodríguez y el gobernador del estado Miranda Héctor Rodríguez y por parte opositora viajaron el vicepresidente de la Asamblea Nacional Stalin González acompañado de los asesores políticos Gerardo Blyde y Fernando Martínez.
El 17 de mayo Nicolás Maduro anunció el inicio de un nuevo proceso de diálogo con la oposición de su país y con la mediación de representantes de Noruega. Asegurando durante un acto en el que condecoró a militares en el estado de Aragua que existían «buenas noticias» del proceso exploratorio iniciado en Noruega entre su administración y la oposición para entablar una mesa de negociaciones que construya «acuerdos de paz entre las partes».
Stalin González calificó como una «fase exploratoria» el acercamiento entre el régimen y la oposición venezolana junto al Grupo de Contacto en Noruega y señaló que no hubo reuniones directas entre ambas delegaciones.
Debido a la muerte del capitán de corbeta Rafael Acosta Arévalo, la delegación de Juan Guaidó en las negociaciones suspendió su viaje a la tercera ronda de conversaciones.
El 9 de julio de 2019 se inició una mesa de negociación en Barbados, participando representantes de Nicolás Maduro y de Juan Guaidó. En torno a las negociaciones en Barbados, surgieron diversas especulaciones, hablando de unas posibles elecciones acordadas entre la gestión oficialista y la oposición, mostrando como principal contendiente oficialista a Héctor Rodríguez.
El 15 de septiembre de 2019, el presidente del parlamento Juan Guaidó anunció que la oposición daba por finalizado el diálogo tras la ausencia del oficialismo en las mesas de negociación por 40 días como medida de protesta debido a nuevas sanciones de Estados Unidos.

#### La Mesita, mesa de diálogo minoritaria
El 16 de septiembre de 2019 un grupo de partidos minoritarios de la oposición, desligados de la coalición Mesa de la Unidad Democrática, firma un acuerdo con el oficialismo en la sede de la cancillería. Los firmantes por parte del chavismo fueron Delcy Rodríguez, Jorge Rodríguez, Aristóbulo Istúriz y Jorge Arreaza, mientras que aquellos de la fracción opositora fueron Timoteo Zambrano, en representación del partido Cambiemos Movimiento Ciudadano; Claudio Fermín, en representación de Soluciones para Venezuela; Luis Agusto Romero, del partido Avanzada Progresista; Henri Falcón, Presidente de Avanzada Progresista; Felipe Mujica y Leopoldo Puchi, en representación de Movimiento al Socialismo. Sería conocida como la mesita
Se acordaron seis puntos que se resumen en: Liberación de los presos políticos, defensa del Esequibo, rechazo y exigencia de levantamiento de las sanciones de Estados Unidos, confirmación de un nuevo Consejo Nacional Electoral, reincorporación de los 57 diputados oficialistas a la Asamblea Nacional, y la aplicación del programa de canje de petróleo por comida y medicamentos. El 18 de septiembre se incorporó al diálogo el pastor cristiano Javier Bertucci en representación del partido El Cambio, quién expresó que la iniciativa en Noruega debía continuar y actuar de forma paralela. De este acuerdo lo único que se logró fue el regreso de los diputados a la Asamblea Nacional.

### Diálogo en México (2021 y 2023)
Después de la  convocatoria en mayo de las elecciones regionales de 2021, Juan Guaidó presentó un "acuerdo de salvación nacional" y propuso la negociación con Nicolás Maduro de un cronograma de elecciones libres y justas, con observación y respaldo internacional a cambio de un levantamiento condicionado de las sanciones internacionales. En junio, Guaidó declaró que «México podría ser potencial sede para nuevo proceso de negociación».
El 13 de agosto inicia la primera ronda, la gestión de Maduro y la oposición iniciaron una nueva mesa de diálogo en México y firmaron un  "memorándum de entendimiento" en Ciudad de México. Entre los integrantes de la delegación oficialista se encontraba Jorge Rodríguez, Héctor Rodríguez, gobernador del estado Miranda, el diputado Francisco Torrealba y el diputado Nicolás Maduro Guerra, hijo de Nicolás Maduro. En la delegación de la oposición se encontraban como representantes de la Plataforma Unitaria: Gerardo Blyde, Carlos Vecchio, Tomás Guanipa (del partido Primero Justicia), Luis Emilio Rondón (por Un Nuevo Tiempo), Luis Aquiles Moreno (por Acción Democrática), Mariela Magallanes (por los partidos minoritarios), y Roberto Enríquez Lavaud (por COPEI). La administración de Maduro contó con representantes de Rusia como asesores, mientras que la oposición contó con una delegación de los Países Bajos. Antes de que se concertara la primera reunión, 
Para la segunda ronda, entre el 4  y 7 de septiembre de 2021 surgió una disputa entre las delegaciones a raíz de que la representación de Maduro solicitaba expulsar a Carlos Vecchio de la mesa, quien había sido designado como embajador en Estados Unidos por Guaidó. Vecchio sería sustituido por Freddy Guevara, Los representantes de Guaidó rechazaron apartarlo de la mesa. Termina segunda ronda de acuerdos de diálogo en México, esperan tercera ronda sea entre el 24 y 27 de septiembre, acuerdan establecer mecanismos para obtener recursos para atender la pandemia y ratifican reclamar la soberanía del Esequibo
El 14 de septiembre de 2021, Jorge Rodríguez declaró que el empresario colombiano Alex Saab, detenido en Cabo Verde, se incorporaría a las negociaciones en México. La Plataforma Unitaria opositora publicó un comunicado como respuesta a la declaración, expresando que «El anuncio de la solicitud de incorporación realizada hoy corresponde a una estrategia de defensa del régimen ante el proceso judicial entre dos países con separación de poderes y democracia, cuyos órganos jurisdiccionales siguen un proceso de extradición», citando como precedente al «caso del guerrillero Juvenal Ovidio Ricardo Palmera Pineda, alias ‘Simón Trinidad’, a quién la FARC incorporó, a fin de liberarlo, en la delegación de negociación de paz de Colombia», sin éxito. También solicitó «a la facilitación del Reino de Noruega que garantice el cumplimiento por parte de la delegación del régimen de las normas de reserva acordadas que rigen el proceso», sosteniendo que «convertir este proceso en una guerra de micrófonos o debate en medios le hace mucho daño a la negociación».
Posteriormente la gestión de Maduro acusó a la oposición de querer romper los acuerdos relacionados con el levantamiento de sanciones.
Sin embargo entre el 24 de septiembre y el 27 de septiembre de 2021 se inicia con retraso la tercera ronda de acuerdos de diálogo en México ante la negativa de la presencia de Alex Saab que terminó el día 27 sin acuerdos parciales
El 16 de octubre de 2021 en vísperas de la cuarta ronda de acuerdos de diálogo en México, Jorge Rodríguez suspendió la reunión de la mesa de diálogo en México que se llevaría el día 17 de octubre en protesta por la extradición y traslado de Alex Saab a Estados Unidos. En noviembre, Nicolás Maduro manifestó que no existen condiciones para retornar al diálogo mientras no se resuelva la situación de Alex Saab durante las votaciones regionales cuando ejercía su derecho al voto. Mientras la Plataforma Unitaria se reunió con el Departamento de Estado de Estados Unidos haciendo un llamado al régimen para que reanude el diálogo en México.
El 5 de febrero de 2022 el Grupo Internacional de Contacto (GIC) solicitó a Venezuela retomar las negociaciones en México entre gobierno y oposición
En noviembre de 2022 después de un año regresaron al diálogo el gobierno presidida por Jorge Rodriguez Gómez y la Plataforma Unitaria presidida por Gerardo Blyde, reunidos el día 26 en la Ciudad de México Durante la reunión se firmó un acuerdo teniendo como mediadores al gobierno de Noruega representado por Dag Nylander y con la presencia del ministro mexicano de Relaciones Exteriores Marcelo Ebrard, donde trataron dos puntos importantes: liberación de sanciones y elecciones libres en 2024. El 1 de diciembre Nicolás Maduro, después de sentarse y aceptar puntos tratados en el diálogo de México, arremetió contra la Plataforma Unitaria y aseguró que no habrían elecciones libres sin retiro de sanciones. Sin embargo uno de los acuerdos permitió a Chevron Corporation ampliar sus operaciones en Venezuela permitendo la reanudación de su producción de petróleo en Venezuela y venta externa al propio Estados Unidos, a cambio de importar diluente de Estados Unidos soporte de la producción de crudos extrapesados, reparar equipos averiados, detener cortes de energía y solucionar problemas con oleoductos, volver a contratar a cientos de trabajadores y lidiar con amenazas a la seguridad física, incluidos los robos de gasolina Otro de los acuerdos alcanzados fue la liberación de 3,000 millones de dólares para el gobierno venezolano destinados a la ayuda humaniteria. El 4 de diciembre el gobierno inicia repitiendo lo sucedido en septiembre de 2019 conversaciones con un grupo de opositores minoritarios cercanos al gobierno como Timoteo Zambrano, Luis Parra, José Brito y José Bernabé Gutiérrez
El 24 de abril de 2023, el jefe de la delegación oficialista en las negociaciones en México, Jorge Rodríguez, pidió que se detuviera la investigación en la Corte Penal Internacional sobre la situación en Venezuela, declarando que uno de los objetivos que tenía el diálogo con la oposición era solicitar la detención de los procesos judiciales contra el país.
El 17 de julio de 2023 en el marco de la III Cumbre de la Comunidad de Estados Latinoamericanos y Caribeños y la Unión Europea, los representantes de las delegaciones negociadoras del Gobierno y la oposición, Jorge Rodríguez y Gerardo Blyde, se reúnen en Bruselas con los presidentes de Argentina (Alberto Fernández), Colombia (Gustavo Petro) y Francia (Emmanuel Macron) para continuar promoviendo el diálogo de cara a las elecciones. La UE y la Celac buscando juntos una solución a la crisis venezolana proponen  que, si Maduro traza un proceso electoral justo con garantías y da otros gestos, como la liberación de presos políticos, la UE podría pronunciarse a favor de se vayan retirando sanciones a Venezuela, Maduro ya había amenazado este mes que no aceptaría la observación en las presidenciales del Parlamento Europeo.

### Acuerdo de Barbados (2023)
El 17 de octubre de 2023 el gobierno de Maduro y la Plataforma Unitaria firman en Bridgetown (Barbados) dos acuerdos provisionales sobre «la promoción de derechos políticos y garantías electorales para todos» y «la protección de los intereses vitales de la Nación».  Las delegaciones, representadas respectivamente por Jorge Rodríguez y Gerardo Blyde, acompañadas por representantes diplomáticos de Noruega, Barbados, Rusia, Países Bajos, Colombia, México y Estados Unidos, pactaron puntos como el respeto al derecho de cada actor político de seleccionar a su candidato a las elecciones presidenciales, la concreción de garantías electorales, y la realización de los comicios presidenciales en el segundo semestre de 2024.
El 18 de octubre de 2023, luego de la firma del tratado el Departamento del Tesoro de los Estados Unidos emite cuatro licencias generales en las que aliviará durante seis meses hasta el 18 de abril de 2024 a un grupo de sanciones contra la industria de hidrocarburos, gas natural y aurífera del país, así como removiendo las prohibiciones contra la comercialización secundaria. El ente advirtió que la decisión sería revocada si el Gobierno venezolano no honra sus compromisos en el acuerdo del día anterior. El Secretario de Estado de ese país, Antony Blinken, luego aclaró que se espera la definición de un cronograma electoral, la habilitación de todos los candidatos a la presidencia, y la libertad de los prisioneros políticos para finales de noviembre. La licencia se renovará solo si Venezuela cumple sus compromisos en virtud de la hoja de ruta electoral, así como otros compromisos con respecto a las personas injustamente detenidas, según el comunicado de la Oficina de Control de Activos Extranjeros del Departamento del Tesoro, u OFAC.
Otro de los resultados del nuevo tratado, es la liberación de cinco prisioneros políticos: Juan Requesens, Roland Carreño, Marco Antonio Garcés Carapaica, Eurinel Rincón y Mariana Barreto.
El 24 de octubre luego de realizadas las primarias, Jorge Rodríguez Gómez denunció que la oposición violó el pacto de Barbados quien calificó de una gigantesca "estafa electoral". “Lo que pasó el domingo no es verificable, eso ni siquiera fue una elección”, dijo Rodríguez en conferencia de prensa. Es imposible esa barbaridad (la proyección de que cerca de 2,5 millones de venezolanos votaron en las internas) no hay manera de sostener eso, no hay forma de sostener ese número”, sabiendo que en las primarias de 2012 asistieron 3 millones de opositores, y en las recientes elecciones regionales de 2021 asistieron 3.97 millones de opositores. Sin embargo en el acuerdo primero firmado en Barbados fue: 

Primero: Las Partes reconocen y respetan el derecho de cada actor político de seleccionar su candidato para las elecciones presidenciales de manera libre y conforme a sus mecanismos internos atendiendo a lo establecido en la Constitución de la República Bolivariana de Venezuela y la ley".
 Barbados, 17 de octubre de 2023

El diputado José Brito opositor de la Operación Alacrán, implicado en presuntos hechos de corrupción en 2019, censurado en las primarias, cuestionó el número de votantes y denunció de estafa las elecciones de las primarias. Brito presentó ante el Tribunal Supremo de Justicia (TSJ) un recurso contencioso para que verifiquen los procedimientos de la Comisión y la organización civil. Brito expresó inexactamente “Si con el 60% están dando un monto (1,5 millones), con el 100% qué van a decir, que votaron 30 millones”. María Corina Machado aseguró que simpatizantes del chavismo también votaron en estos comicios, celebrados el domingo, agregó “no engañan ni a su propia gente”, que “también salió a votar el 22 de octubre”.
El 26 de octubre de 2023 Gerardo Blyde expresó que no es normal que el gobierno “ judicialice un proceso interno de elecciones protegido además por un acuerdo. Esto puede implicar un grave problema para el cumplimiento del acuerdo”. Blyde reiteró que el proceso de las primarias está protegido dentro del acuerdo parcial sobre promoción de derechos políticos y garantías electorales.
El 19 de febrero de 2024 el Reino de Noruega auspicia una reunión extraordinaria entre gobierno dirigida por Jorge Rodríguez Gómez y la Plataforma Unitaria con Gerardo Blyde en la sede del Parlamento en Caracas. La delegación opositora en rueda de prensa, tras la reunión sostenida en la Asamblea Nacional informó que debería empezarse a abrirse el registro electoral, como iniciar las invitaciones a los observadores internacionales, también detalló que ha consignado denuncias ante los representantes de Noruega de todas las violaciones al acuerdo de Barbados en un informe de veinticuatro páginas y otro del porque no se inicia el cronograma electoral,  "LEJOS DE REVERTIRSE, HA AUMENTADO", Plataforma Unitaria denunció un "escalamiento de violaciones parciales" a los Acuerdos de Barbados durante el último mes de enero.
Miembros firmantes del acuerdo parcial
- Facilitador del Reino de Noruega: Dag Nylander

- Representantes por el gobierno
  - Jorge Rodríguez Gómez
  - Nicolás Maduro Guerra
  - Francisco Torrealba
  - Génesis Garvett
  - Diva Guzmán
  - Gabriela Jiménez
  - Camila Fabri de Saab
  - Larry Devoe
  - Willian Castillo Bollé
- Representante por la Plataforma Unitaria
  - Gerardo Blyde
  - Roberto Enríquez Lavaud
  - Stalin González
  - Tomás Guanipa
  - Mariela Magallanes
  - Luis Aquiles Moreno
  - Luis Emilio Rondón
  - Lester Toledo
  - Claudia Nikken

El 14 de junio de 2025 un informe de Noruega reconoce que el gobierno de Nicolás Maduro ganó tiempo y fue un fracazo el proceso de negociacion del modelo de diálogo entre el oficialismo y la oposición venezolana. El informe final sobre el proceso de diálogo que auspició como facilitador, concluyó que su modelo y estilo de “diplomacia discreta” no funciona “frente a regímenes autoritarios”,

### Acuerdo de Caracas (2024)
El Acuerdo de Caracas fue suscrito entre miembros del gobierno y algunos representantes de pequeños partidos excluyendo al grupo de partidos políticos que participaron en las elecciones primarias de la Plataforma Unitaria de 2023 en febrero de 2024.
La Asamblea Nacional dirigida por Jorge Rodríguez Gómez y cumpliendo órdenes de Nicolás Maduro de apresurar el cronograma de elecciones presidenciales durante la sesión de inicio del año judicial 2024 el 30 de enero, aseguró que antes del 18 de abril de 2024, fecha en la que expiran las licencias, la Asamblea Nacional de Venezuela elaborará el cronograma para las elecciones presidenciales.  Desde el 5 de febrero en la Asamblea Nacional (AN) se llevan a cabo jornadas de diálogo nacional con el objetivo de construir una propuesta de calendario comicial entre los representantes de los partidos políticos, trabajadores y empresarios sin la presencia de los representantes de la Plataforma Unitaria. El 7 de febrero, el primer vicepresidente de la Asamblea Nacional, Pedro Infante, aseguró que se planteó un acuerdo entre todos los sectores para reconocer los resultados de los comicios presidenciales. Estos encuentros fueron convocados por el presidente del Parlamento de mayoría chavista, Jorge Rodríguez, y se espera que  el 9 de febrero los distintos sectores consignen un documento escrito con las sugerencias, donde sectores religiosos abogaron por una fecha oportuna, «que permita la participación de los ciudadanos».
El 28 de febrero tras días de reuniones se firma un acuerdo para el cronograma de presidenciales entre diputados, partidos políticos y movimientos sociales. La propuesta será entregada el 1ro de marzo al Consejo Nacional Electoral. El "Acuerdo Nacional sobre Principios Generales, Calendario y Ampliación de Garantías Electorales" firmado consta de 12 páginas donde se plantean 25 propuestas de fechas recibidas. El CNE en base al Acuerdo nacional de Caracas firmado en la AN, confirmó la fecha de las elecciones presidenciales y el cronograma.
Miembros firmantes del acuerdo
- Jorge Rodríguez Gómez Diputado (PSUV)
- Pedro Infante Aparicio Diputado (PSUV)
- América Pérez Dávila Diputado (PSUV)
- Diosdado Cabello Diputado (PSUV)
- Ilena Medina Diputado Diputado (GPPSB)
- Vanesa Montero Secretaría General Movimiento Somos Venezuela Diputado (GPPSB)
- Didalco Bolívar Presidente Movimiento Podemos (Venezuela) Diputado (GPPSB)
- Ricardo Sánchez Presidente Alianza para el Cambio Diputado (GPPSB)
- Gilberto Giménez Presidente Movimiento Electoral del Pueblo Diputado (GPPSB)
- Henry Hernández Presidente del Unidad Popular Venezolana Diputado (GPPSB)
- Juan Barreto Cipriani Presidente Partido Redes (GPPSB)
- Wiliams José Benavides Secretario Movimiento Revolucionario Tupamaro Diputado (GPPSB)

- José Bernabé Gutiérrez Diputado (Acción Democrática) (Sector Ad hoc)
- Juan Carlos Alvarado Secretario General de COPEI (Sector Ad hoc)
- Henry Parra Presidente Partido Comunista de Venezuela (Sector Ad hoc)
- José Noriega Presidente Voluntad Popular (Sector Ad hoc)
- Luis Parra Presidente Movimiento Venezuela
- Daniel Ceballos Presidente Arepa Digital

- Pablo Zambrano Coordinador de Fuerza Vecinal
- Claudio Fermín Presidente Soluciones para Venezuela
- Leocenis García Osorio Presidente Prociudadanos
- Javier Bertucci Presidente El Cambio
- Agustín Berrios Director CONDE
- Gloria Pinho Secretaría Movimiento por ti Venezuela
- José Antonio España Presidente Enamórate Venezuela
- Bruno Gallo Comité Ejecutivo Avanzada Progresista Diputado
- Herick Rangel Coordinador PVV
- Mario Valdez Presidente Movimiento Republicano
- Chain Bucarán Presidente Venezuela Unida Diputado
- Oliver Ponce Cambiemos Movimiento Ciudadano
- Olga Murey Coordinadora Partido Compromiso País
- Luis Alejandro Ratti del partido UPP89 (empresa papelera)
- Seir Contreras independiente (entrevistador de Globovisión)

Para algunos analistas el llamado Acuerdo de Caracas es la guía que seguirá el gobierno en términos electorales, calendario y ampliación de garantías electorales para la elección presidencial 2024, el gobierno comete el error de dejar de lado el Acuerdo de Barbados que suscribió en octubre del año pasado con la Plataforma Unitaria comentó el internacionalista Mariano de Alba pero continua vigente y se sabrá que pasará en abril, mientras los politólogos Fernando Spiritto y Pablo Quintero lo dan por concluido. «De momento, las presidenciales siguen sin ser competitivas, siguen estando sometidas a la incertidumbre total, bajo escenarios altamente volátiles, bajo una política de control electoral», concluye.
El politólogo Luis Salamanca sostiene que la principal disyuntiva opositora para las presidenciales reposa sobre la candidata María Corina Machado y que la Plataforma Unitaria debe sopesar escenarios a largo plazo, señala que la primera gran disyuntiva está en manos de la abanderada de la unidad. Salamanca expresa que si, Machado opta por ungir a un candidato alternativo, la decisión tiene «un margen de maniobra temporal que va desde la inscripción, de la postulación de alguien hasta 10 días antes de las elecciones presidenciales, el 18 de julio, para modificar esa postulación.

## Opinión pública
En diciembre de 2017, una encuesta de Venebarómetro, 49,8 % de los venezolanos estaba en desacuerdo con el diálogo que llevado a cabo y que continuaría en República Dominicana.
Según la encuestadora More Consulting, el acuerdo del gobierno de Maduro con partidos minoritarios en 2019 fue poco o nada creíble para el 67 % de los venezolanos.
Sobre el diálogo establecido entre el Gobierno de Maduro y la Plataforma Unitaria de Juan Guaidó en México en 2021, según una encuesta de Datincorp, 50,63 % respondió estar de acuerdo con este diálogo, mientras que 39 % expresó estar en desacuerdo. Asimismo, según esta misma encuesta, 58 % afirmó que la prioridad en estas negociaciones debe ser la crisis económica y los servicios públicos, 19,63 % respondió que el enfoque debe ser la crisis de la pandemia y solo 15,87 % señaló la crisis política como prioridad.